# Mascotte (film 1920)
Mascotte è un film muto del 1920 diretto da Felix Basch. Fu l'esordio cinematografico di Grete Freund, cantante di operetta e moglie del regista, conosciuta anche con il nome di Gretl Basch.

## Produzione
Il film fu prodotto dalla Projektions-AG Union (PAGU).

## Distribuzione
Distribuito dall'Universum Film (UFA), il film uscì nelle sale cinematografiche tedesche il 13 febbraio 1920.